# Barlotti

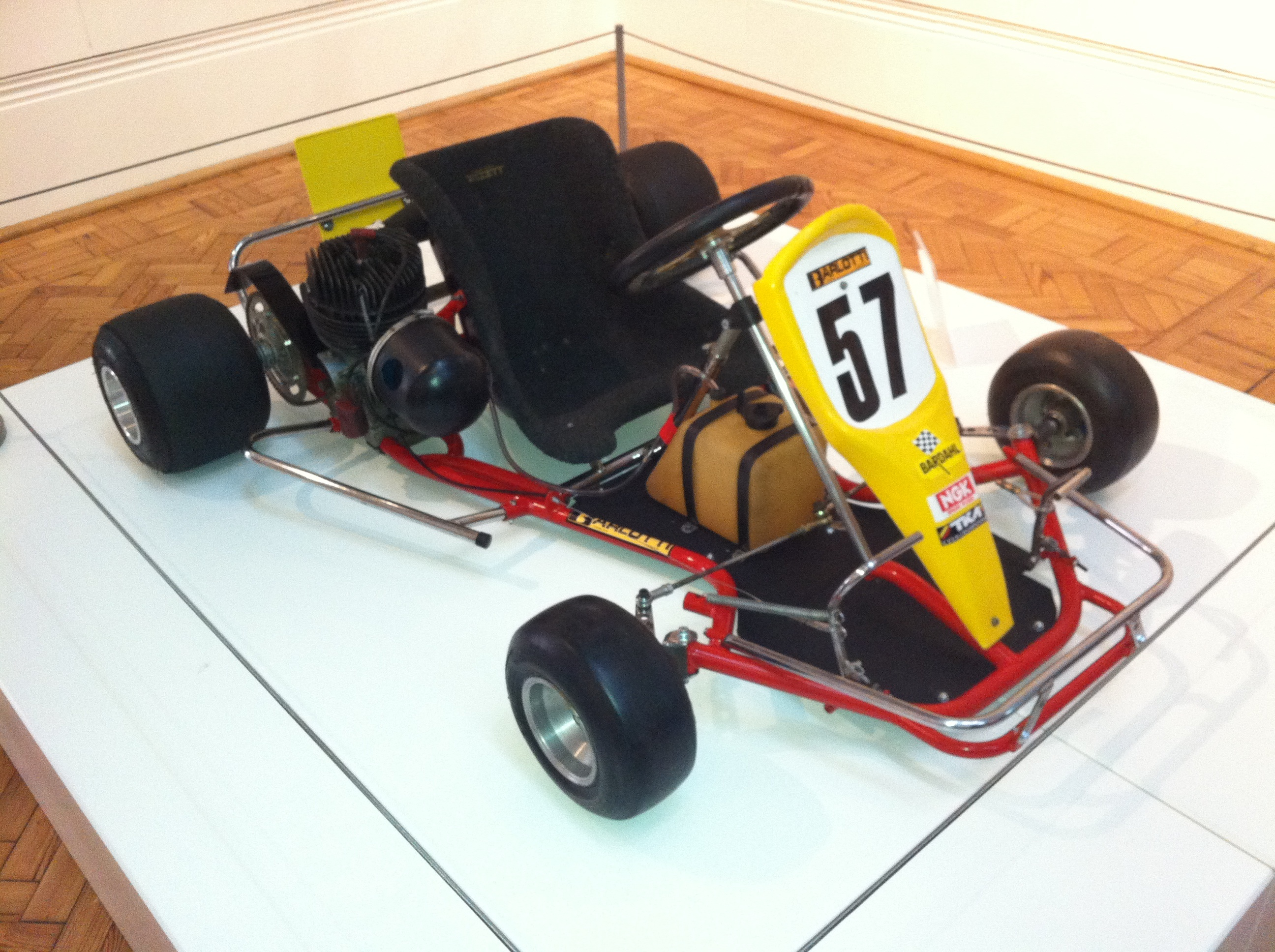
Kart construido por Barlotti, exhibido en el Museo de Reading

Barlotti fue un fabricante británico de karts con sede en Reading, Inglaterra, continuador de los desarrollos de Buckler Cars de Crowthorne.
Jack Barlow gestionó su propia empresa establecida en unos antiguos establos situados en Lydford Road, reconvertidos en el taller de la compañía. Había sido aprendiz en Buckler Cars, donde trabajó en la década de 1960 hasta que la empresa tuvo que ser cerrada. Desde allí pasó a dirigir su propia compañía, hasta que el último kart de Barlotti se construyó en 1990.
La denominación de la empresa fue un recurso comercial, considerando que un nombre de sonoridad italiana como Barlotti contribuiría a incrementar sus ventas.